# Netelia carmichaeli
Netelia carmichaeli là một loài tò vò trong họ Ichneumonidae.